# Golden Globe-galan 1945
2:a
Golden Globe Awards

1945
Bästa film

Vandra min väg
Golden Globe-galan 1945 var den andra upplagan av Golden Globe Awards, som belönade filminsatser från 1944, och hölls på Beverly Hills Hotel i Los Angeles, Kalifornien.

## Vinnare
| Bästa film - Vandra min väg                              | Bästa regissör - Leo McCarey – Vandra min väg              |
| Bästa manliga huvudroll - Alexander Knox – Wilson        | Bästa kvinnliga huvudroll - Ingrid Bergman – Gasljus       |
| Bästa manliga biroll - Barry Fitzgerald – Vandra min väg | Bästa kvinnliga biroll - Agnes Moorehead – Mrs. Parkington |

### Filmer med flera vinster
| Vinster | Film           |
| ------- | -------------- |
| 3       | Vandra min väg |